# Transports aux Tokelau

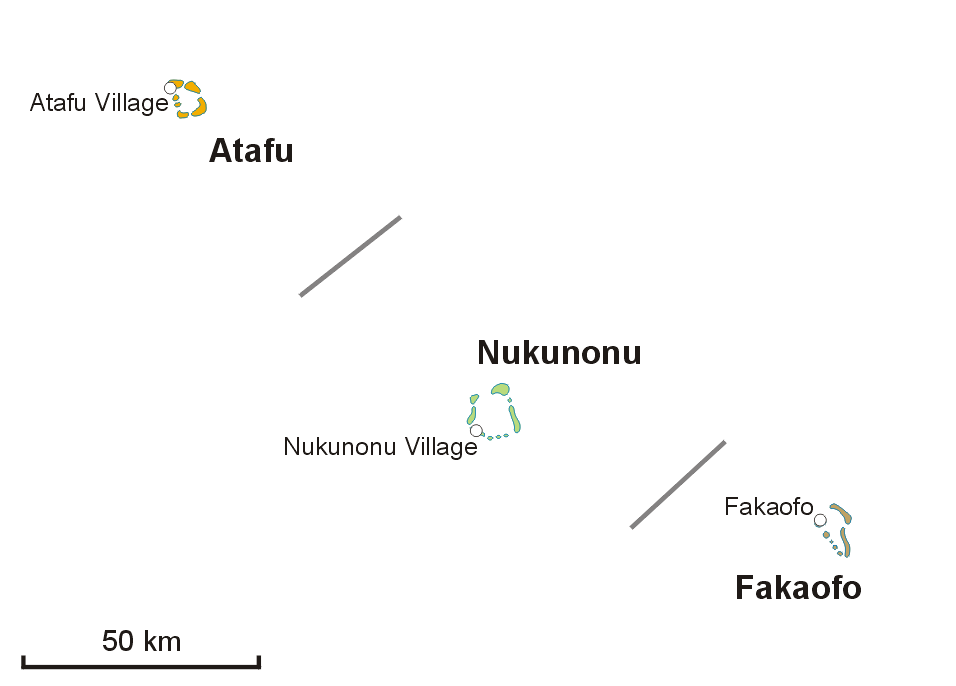
Le contexte géographique des Tokelau.

Les transports aux Tokelau, territoire dépendant du Royaume de Nouvelle-Zélande, sont peu développés. C'est un territoire insulaire composé de trois atolls de plusieurs dizaines d'îles sans connexion aérienne. Le seul moyen d'atteindre le territoire est par bateau depuis les Samoa situées à quelques centaines de kilomètres au sud dans l'océan Pacifique.

## Politique
Les Tokelau sont un territoire dépendant du Royaume de Nouvelle-Zélande mais ont une autonomie importante avec un gouvernement qui leur est propre. Le gouvernement gère ainsi certains domaines comme les transports avec le Département du Transport (Department of Transport en anglais).
Ce département gouvernemental est responsable de fait de la survie en tant que telle du territoire puisqu'il gère le service maritime qui est l'unique porte d'entrée des trois atolls. Il gère donc le transport et le transfert de passager ainsi que de fret depuis la capitale samoane.
Le département ne s'occupe que du service entre Apia et Nukunonu. Ensuite, chaque village, par son conseil du village (Village Council en anglais) appelé localement Taupulega, délègue des responsabilités de gestion à chacun des directeurs de village. Ainsi, l'arrimage est publique aux Tokelau et privé aux Samoa.

## Transport routier

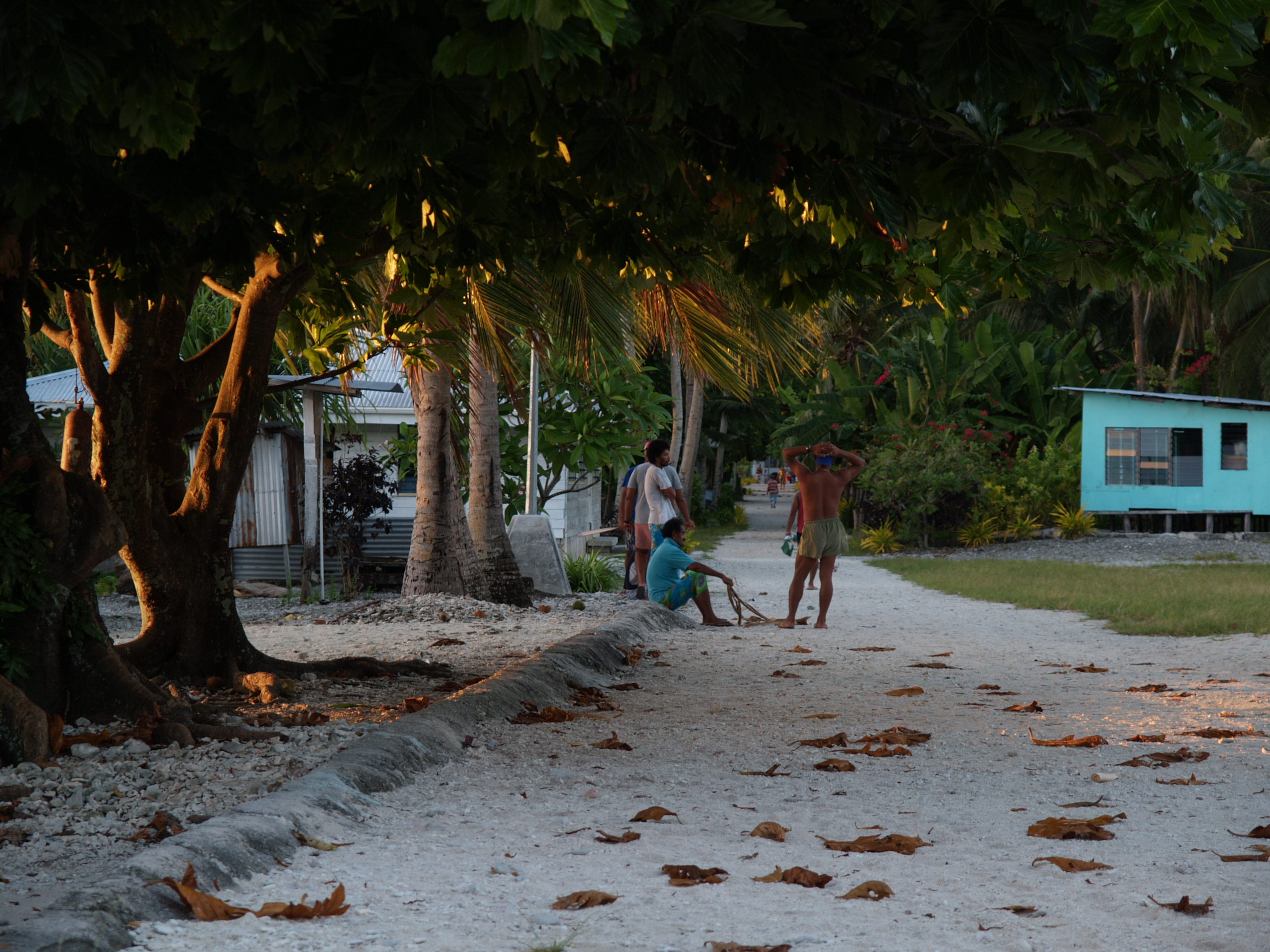
Une rue sur l'atoll d'Atafu.

Dans chacun des quatre villages composants les Tokelau, presque aucune route n'est goudronnée. Il y a peu voire aucun véhicule motorisé dans les villages. Ce sont principalement des chemins de terre et la marche qui sont primés. Sur tout le territoire, il n'y a qu'un pont reliant l'île du village de Nukunonu et l'île Motuhaga.

## Transport maritime
Les atolls ne sont accessibles que par voies maritimes depuis les Samoa situées au sud du territoire insulaire. Pour desservir les îles, quatre ports sont mis à dispositions, tous situés dans l'ouest des atolls. Deux sont situés sur l'atoll de Fakaofo, sur les îles de Fale et de Fenua Fala ; un situé sur l'atoll de Nukunonu à Nukunonu Village et un sur l'atoll d'Atafu à Atafu Village. Les deux liaisons interinsulaires principales sont Nukunonu - Fale et Nukunonu - Atafu.

L'unique moyen de rejoindre les atolls se fait depuis une liaison entre l'atoll de Nukunonu, qui procure des liaisons vers les deux autres atolls, et les Samoa depuis Apia, la capitale (c'est le Tokelau Apia Liaison Office, dit TALO, qui se charge de l'embarcation). Le trajet en bateau dure en moyenne entre vingt-quatre et quarante-huit heures. Bien que ça soit l'unique moyen d'atteindre le territoire néo-zélandais, les liaisons ne sont pas quotidiennes et plusieurs jours voire semaines entre les départs sont possibles.

Transport maritime
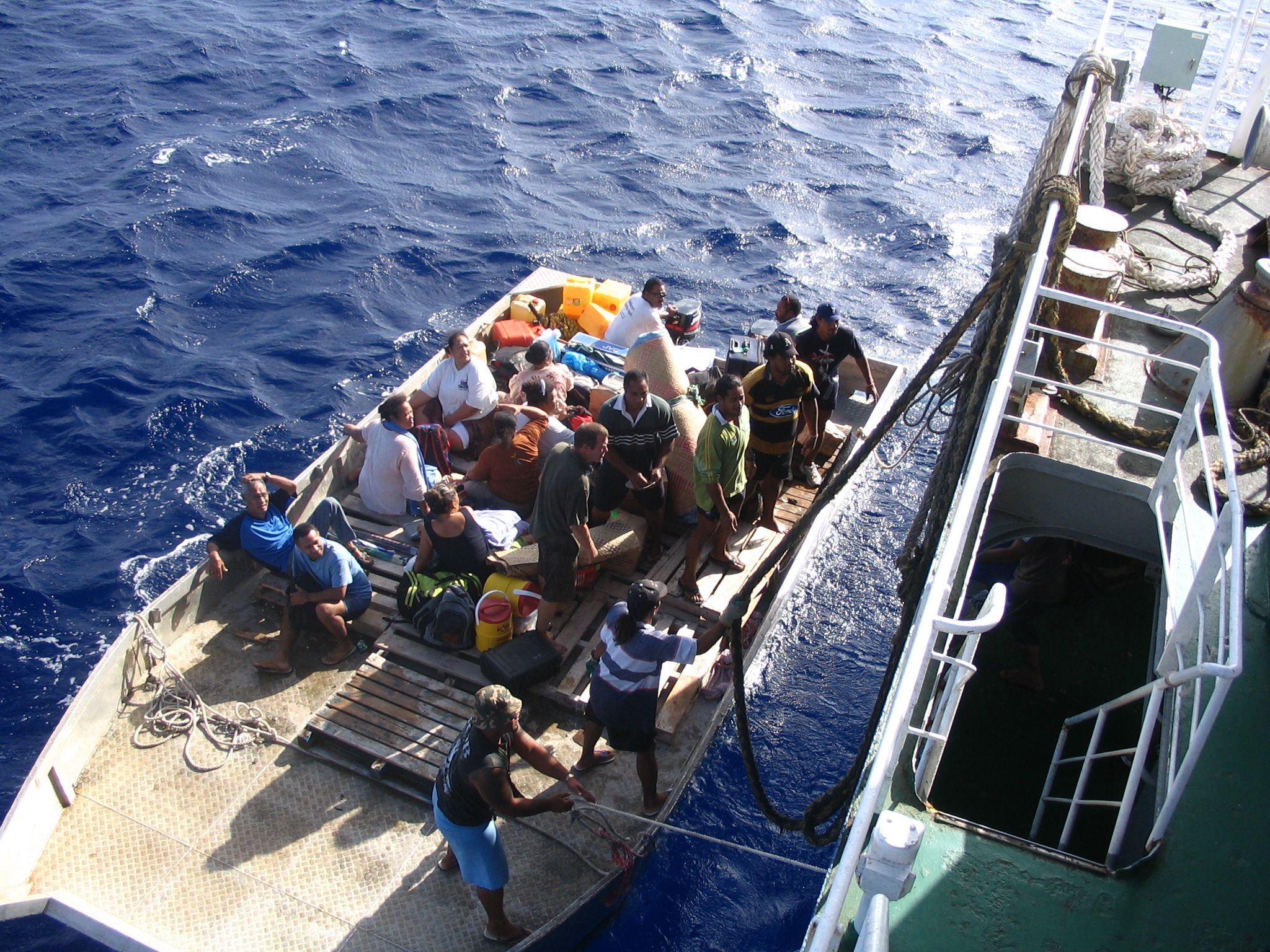
Barge accosté au ferry
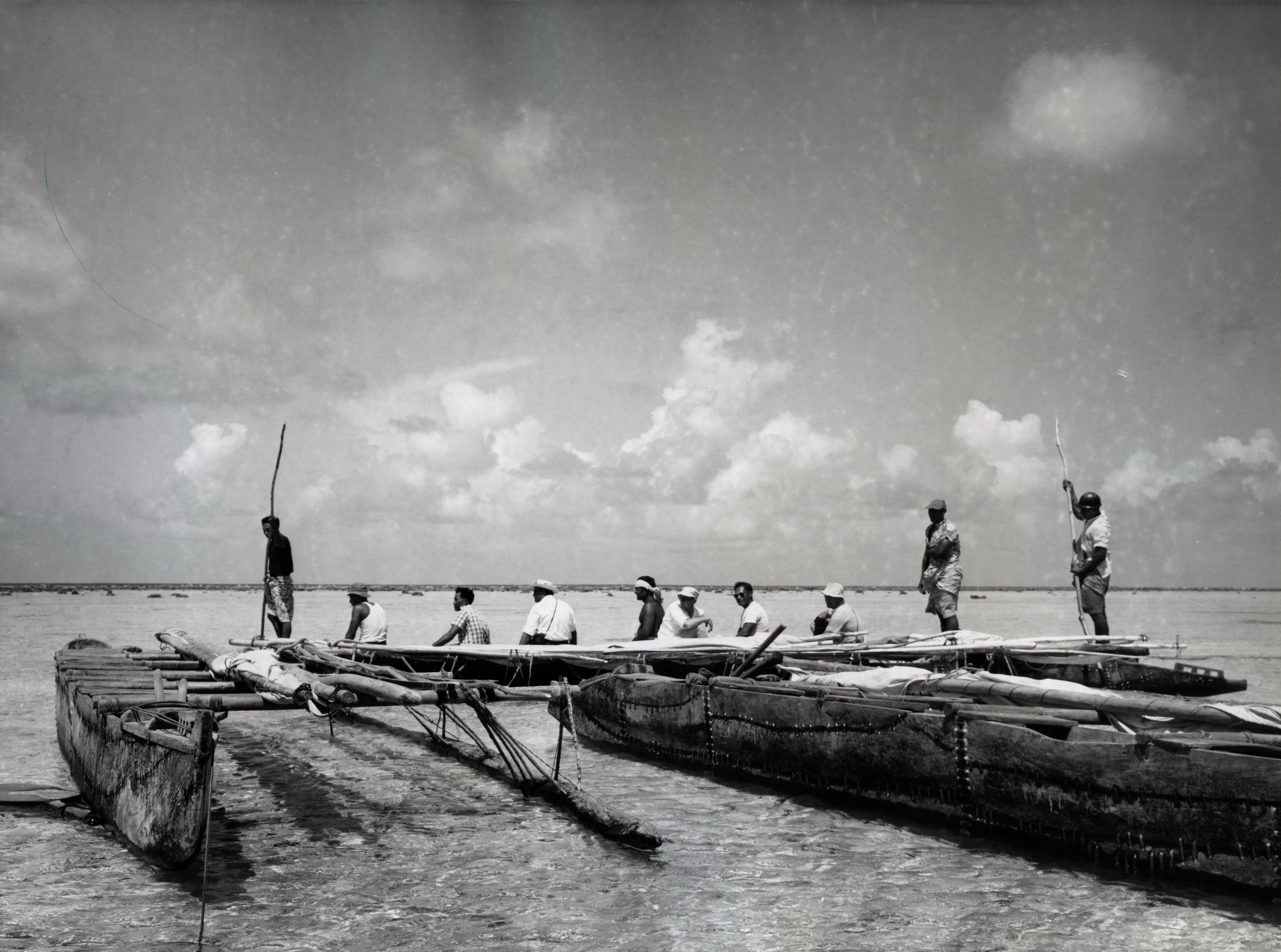
Paupaus (canoë)
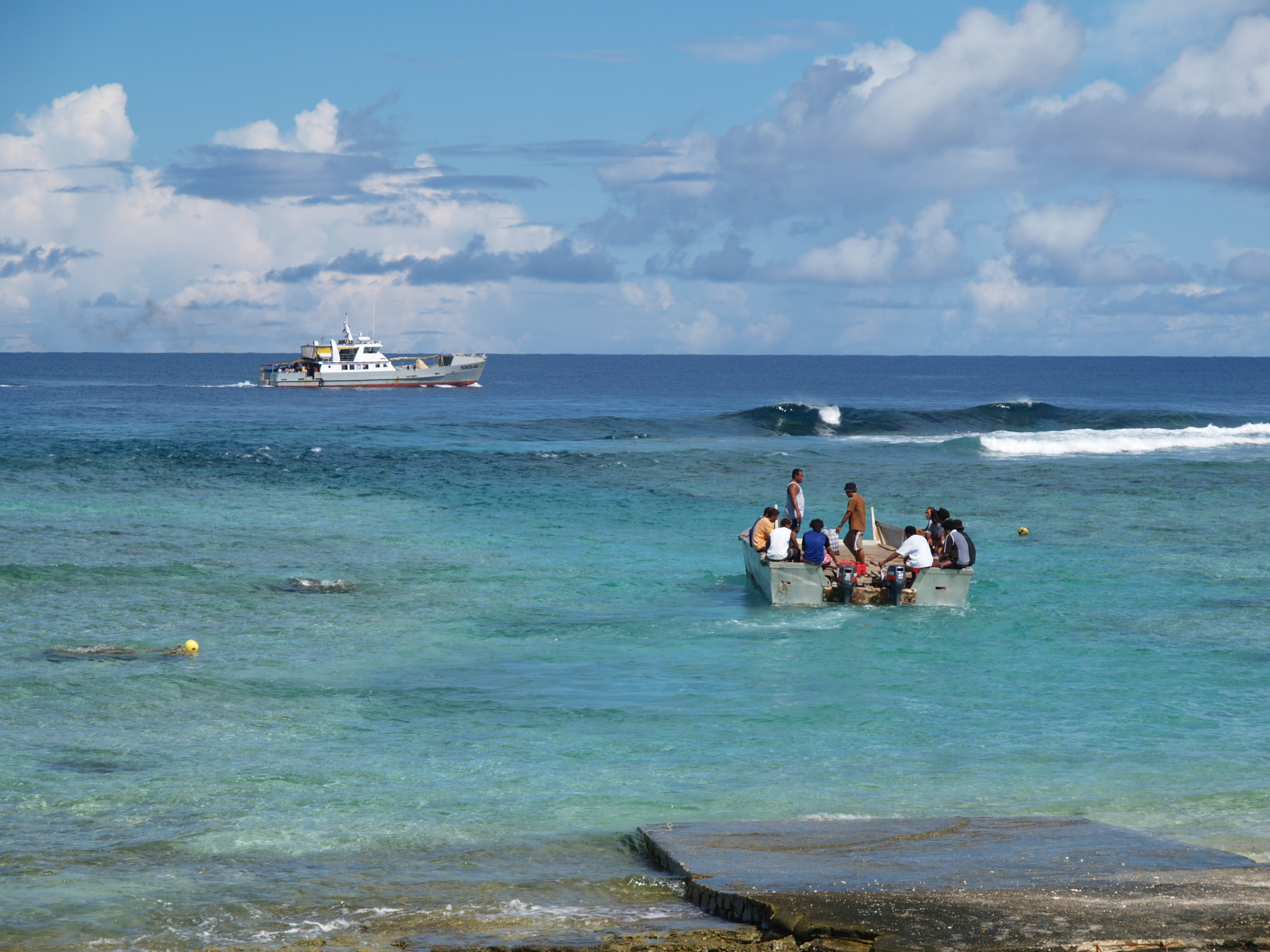
Barge vers les Tokelau

### MV Mataliki
Le transport international depuis les Samoa et interinsulaire entre les atolls se fait en embarquant sur le seul bateau faisant ces trajets. C'est un bateau du gouvernement des Tokelau, le Mataliki, qui peut transporter entre soixante personnes (en direction d'Apia) et 120 personnes (pour l'interinsulaire). Un aller-retour entre Nukunonu et Apia peut prendre entre quatre et dix jours en fonction des services nécessaires rendus entre les atolls (comme des réunions de conseil, le General Fono ou encore des formations). Les bateaux eux-mêmes ne peuvent pas accoster sur les îles des atolls ; ils doivent jeter l'ancre aux bords des atolls et les rejoindre en barges.
Il se peut que le Mataliki ne respecte pas toujours ses horaires car il sert également de bateau de sauvetage et de recherche pour les Tokelau et aussi pour les Samoa quand tous leurs bateaux sont utilisés à la tâche. Il sert aussi en cas de catastrophe naturelle.

En plus du Mataliki, d'autres bateaux peuvent faire l'aller-retour entre les Tokelau et les Samoa si jamais la ligne est surchargée ou que le gouvernement des Tokelau en fait la demande pour une raison particulière (par exemple, le Lady Naomi et le MV Kalopaga). Le Kalopaga est utilisé notamment pour le transport de marchandises dites dangereuses. En 2016, un timbre à l'effigie du MV Mataliki est lancé et mis en circulation par le gouvernement des Tokelau.

Lady Naomi, ferry entre Apia et les Tokelau
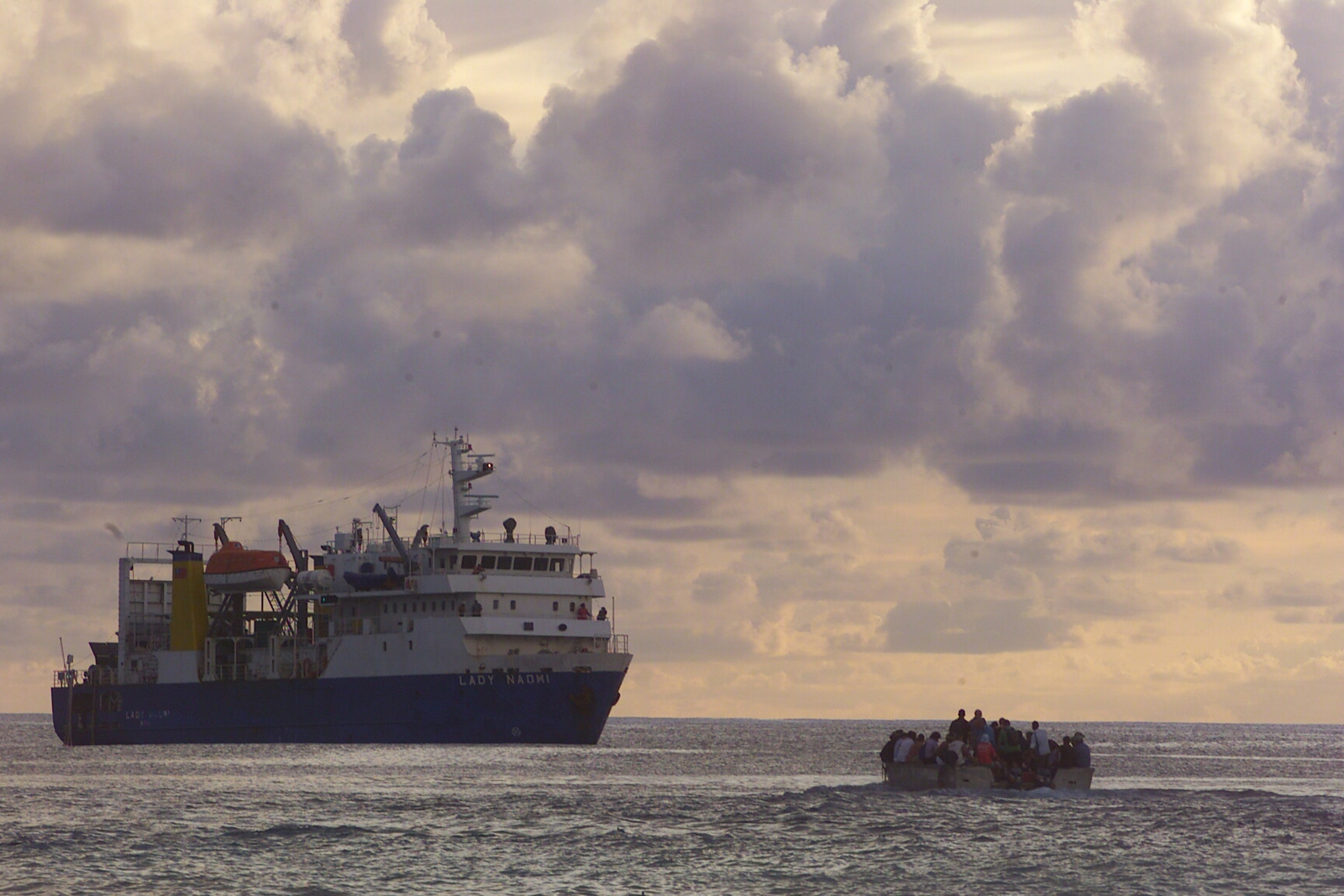
Lady Naomi
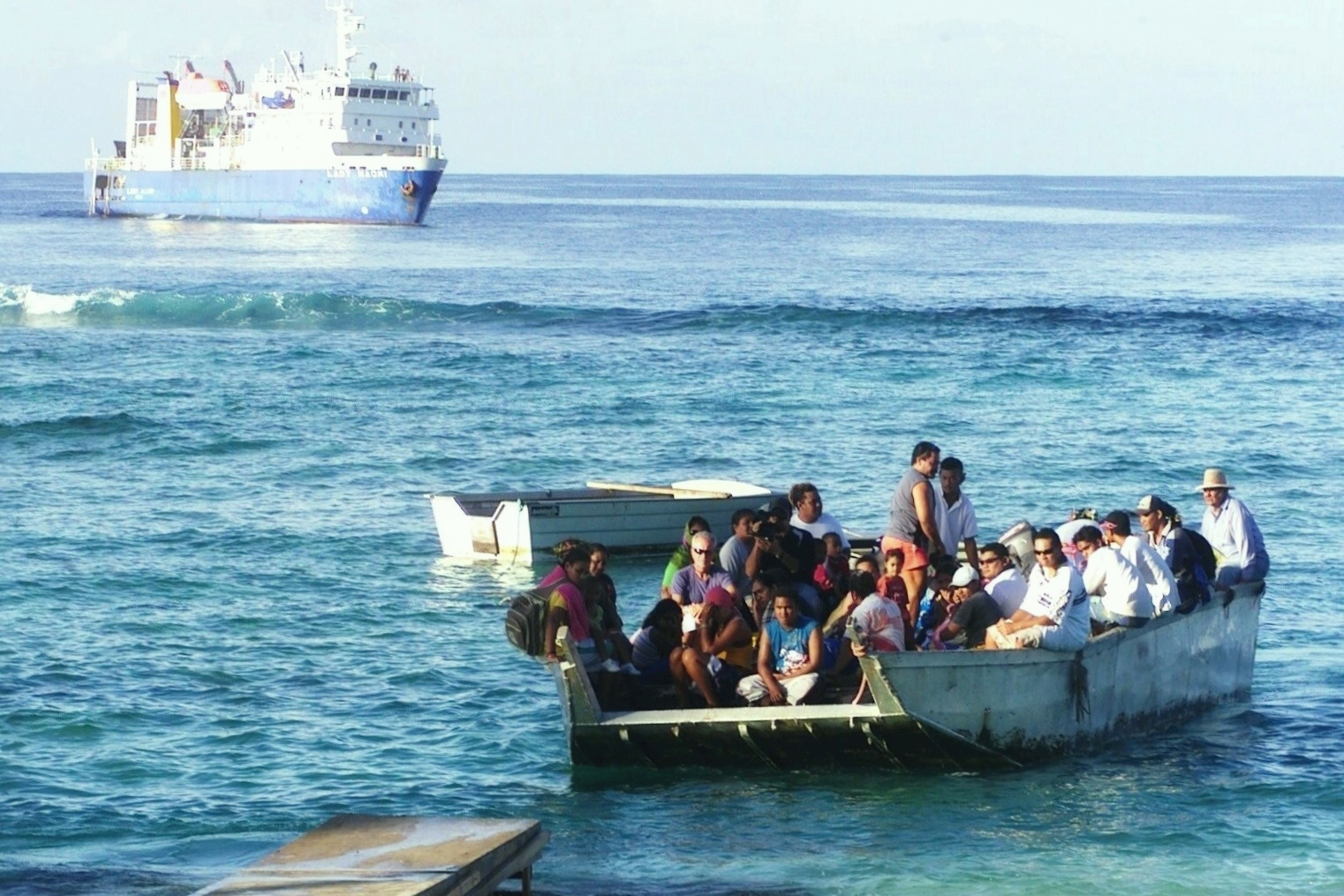
Lady Naomi

## Transport aérien
Bien qu'il n'y ait pas d'aéroport ou d'aérodrome sur les atolls, il arrive de temps à autre qu'un hydravion se pose sur l'un des lagons des atolls.